# 译林

《译林》2007年第3期的封面

《译林》是一本中国当代的翻译文学期刊，由凤凰出版传媒集团的译林出版社于南京出版，1979年10月1日创刊。杂志现为双月刊，16开本版式，每期224页。《译林》每期的文学内容一般有一篇长篇小说，数篇短篇小说以及几篇诗歌、散文——这些均为流行的外文作品的中文翻译；另一方面，杂志还有关于外国文学的新闻、介绍、评论、当期作品的评析以及专题。
1979年创刊至1997年的20年中，《译林》为季刊，1997年改为双月刊。2003年9月，首次推出增刊，其后，译林杂志社又陆续推出《译林》的衍生杂志产品：2005年起，《译林》每年有春、秋两季增刊；2006年底，出版《译林·文摘版》第1期的试刊，2007年2月正式出版第1期，杂志为双月刊。
《译林》的中国国内刊号为CN32-1029/I，国际刊号ISSN1001-1897。

## 创刊经过
1979年改革初期，为解决书荒局面，江苏省出版局决定由江苏人民出版社创办《译林》杂志，以介绍外国当代文学、特别是健康的通俗文学为重点，由李景端负责筹办。初版20万册，后加印20万册，收到1万多封读者来信，引起很大轰动。

## 风波
1980年4月中旬，李景端听闻中央负责意识形态工作的领导人胡乔木对译林杂志提出点名批评，后得知是时任中国社会科学院外国文学研究所所长的冯至于当年4月7日给胡乔木写了一封长信，表达了对译林刊登《尼罗河上的惨案》的不满。胡乔木收到信后，加批语转发江苏省委研究处理，江苏省委研究后批示“……译林还是应该办下去，但选稿应当坚持党的文艺方针……”，随后根据省委的精神，江苏省出版局和译林编辑部做了自查报告，后中宣部没有追究责任，冯至和译林编辑部负责人见面沟通，互相谅解。
1983年，在文艺战线提出“清除精神污染”口号后，有人指责，译林杂志主要传播西方商业化的小说，对广大读者是很大的精神污染。译林杂志经受了各种压力，受到了排挤和冷落。